# Simply Wonderful
「Simply Wonderful」（シンプリィー・ワンダフル）は、2000年9月27日に発売された日本の女性歌手・倉木麻衣の5作目のシングル。

## 概要
タイトルの「Simply Wonderful」は「いいものはいい」という意味で使用しており、倉木によると「人を疑う前に、自分を信じてあげないといけないんだよ」という意味を込めているという。サウンドプロデュースはPerry Geyerが手がけた。
このシングルは「ダブル・エディット・シングル」として、両A面シングルのような形で発売された。両A面シングルというと、通常は異なる楽曲2曲が両方A面となるのに対し、このシングルは同一の楽曲の異なるヴァージョン2つが両方A面というような扱いになった（その結果、オリコンチャートならびに『CDTV』などでは「Simply Wonderful〜Club Edit〜／Simply Wonderful〜Radio Edit〜」という表記がされた）。ただし、実質的にはClub Editがリミックス、Radio Editがオリジナルバージョンのような扱いになっている。正式な両A面シングルは、2作あとの「冷たい海/Start in my life」が初。
2枚目のアルバム『Perfect Crime』にはカップリングの「think about」が収録された。「Simply Wonderful」は長年アルバム未収録だったが、ベストアルバム『Wish You The Best』にRadio Editが収録された。
累計売上枚数は60万枚。

## 収録曲
1. Simply Wonderful 〜Club Edit〜 (4:25)
  - 作詞：倉木麻衣　作曲：大野愛果　編曲：Cybersound

アルバム未収録
2. Simply Wonderful 〜Radio Edit〜 (3:55)
  - 作詞：倉木麻衣　作曲：大野愛果　編曲：Cybersound

こちらが実質的なオリジナルバージョン（A面）となっている。
3. think about (4:44)
  - 作詞：倉木麻衣　作曲・編曲：YOKO Black. Stone

YOKO Black. Stoneの仮歌に倉木の詞が付けられて制作された。
4. Baby I Like 〜Turn Me On Mix〜 (6:48)
  - Remixed by Mark Kamins, Joey Moskowitz

全米デビューシングル「Baby I Like」のリミックス。
5. Simply Wonderful 〜Club Edit （Instrumental）〜 (4:22)
6. Simply Wonderful 〜Radio Edit （Instrumental）〜 (3:53)

## 参加ミュージシャン
- 倉木麻衣：Vocals & Backing Vocals (#1〜4)

Additional Musician
- マイケル・アフリック：Backing Vocals (#1,2)、Keyboards
- 大野愛果：Backing Vocals (#2)
- YOKO Black. Stone：Backing Vocals (#3)
- ペリー・ゲイヤー：Computer Programming
- ミゲル・サ・ペソア：Keyboards

## 収録アルバム
- Perfect Crime（#3）
- Wish You The Best（#2）
- ALL MY BEST（#2）
- Mai Kuraki Single Collection 〜Chance for you〜（#2）